# Microstylum coimbatorensis
Microstylum coimbatorensis là một loài ruồi trong họ Asilidae. Microstylum coimbatorensis được Joseph & Parui miêu tả năm 1987. Loài này phân bố ở miền Ấn Độ - Mã Lai.